# گوافوس
گوافوس(تلفظ ایسلندی: [ˈkɔ:ðaˌfɔs:]‏) یک آبشار در شمال ایسلند است. این آبشار در امتداد جاده کمربندی اصلی شهر در تقاطع با جاده کوهستانی Sprengisandur , حدود ۴۵ دقیقه از Akureyri، دومین شهر بزرگ ایسلند، واقع شده‌است. آب رودخانه Skjálfandafljót از ارتفاع ۱۲ متری به عرض ۳۰ متر فرو می‌ریزد و آبشار را تشکیل می‌دهد. یک مسیر پیاده‌گردی ۱٫۸ مایلی در اطراف منطقه آبشار وجود دارد.